# Don't Worry, He Won't Get Far on Foot
Don't Worry, He Won't Get Far on Foot is een Amerikaanse biografische film uit 2018, geschreven en geregisseerd door Gus Van Sant en gebaseerd op de gelijknamige autobiografie (Nederlandse vertaling: Man op wielen) van John Callahan.

## Verhaal
John Callahan begon op veertienjarige leeftijd met het overmatig consumeren van alcohol. Na een auto-ongeluk in juli 1972 (een vriend reed de auto na een feestje met hoge snelheid tegen een lantarenpaal) heeft hij op 21-jarige leeftijd een tetraplegie en zal de rest van zijn leven in een rolstoel doorbrengen. Zijn gevoel voor humor brengt hem er weer bovenop en nadat hij van zijn alcoholverslaving genezen is, begint hij terug met het schrijven van cartoons, iets dat hij in zijn jeugdjaren ook veel had gedaan.

## Rolverdeling
| Acteur          | Personage     |
| --------------- | ------------- |
| Joaquin Phoenix | John Callahan |
| Jonah Hill      | Donnie        |
| Rooney Mara     | Annu          |
| Jack Black      | Dexter        |
| Mark Webber     | Mike          |
| Udo Kier        | George        |

## Productie
Don't Worry, He Won't Get Far on Foot ging op 19 januari 2018 in première op het Sundance Film Festival.